# Šalja
Šalja (in russo Шаля?) è un insediamento di tipo urbano dell'oblast' di Sverdlovsk, in Russia; è il centro amministrativo del distretto Šalinskij. 
Si trova sul versante occidentale degli Urali centrali, tra Ekaterinburg e Perm'.